# Edwin G. Pulleyblank
Edwin George Pulleyblank FRSC, né le 7 août 1922 à Calgary dans l'Alberta et mort le 13 avril 2013, est un sinologue canadien, professeur émérite du département d'études asiatiques de l'université de la Colombie Britannique.

## Biographie
Il a fait ses études à l'université de l'Alberta et à l'École des études orientales et africaines de l'université de Londres où il obtient son doctorat de chinois (Ph.D.) en 1951. Il a été enseignant à l'université de Londres, professeur de chinois à l'université de Cambridge et professeur d'études asiatiques à l'Université de Colombie-Britannique à Vancouver.
Il est connu avant tout pour ses travaux sur la phonologie historique du chinois, mais a commencé ses recherches comme historien de la dynastie des Tang, comme l'atteste son livre The Background of the Rebellion of An Lu-Shan publié en 1955. Cet intérêt ne s'est d'ailleurs pas démenti, puisqu'il publie en 2001 des essais sur la Chine des Tang. C'est au cours de l'utilisation des sources qu'il s'aperçoit de problèmes dans la reconstitution de la prononciation du chinois prémoderne par Bernhard Karlgren et qu'il décide de s'atteler à la discuter.
Il meurt à Vancouver le 13 avril 2013 à 90 ans.

## Ouvrages
- The Background of the Rebellion of An Lu-shan, London: Oxford University Press. 1955
- Chinese History and World History: An inaugural lecture, Cambridge, Cambridge University Press. 1955
- Middle Chinese: A Study in Historical Phonology, Vancouver: UBC Press. 1984.
- Studies in Language Origins. Vol. I., ed by Jan Wind, Edwin G. Pulleyblank, Eric de Grolier and Bernard H. Bichakjian, Amsterdam and Philadelphia: Benjamins, 1989.
- A Lexicon of Reconstructed Pronunciation in Early Middle Chinese, Late Middle Chinese and Early Mandarin, Vancouver: UBC Press. 1991.
- Outline of Classical Chinese Grammar, Vancouver: UBC Press. 1995.
- Essays on Tang and pre-Tang China, Aldershot, GB, and Burlington, VT, USA: Ashgate. 2001.